# Kunst und Krempel
Kunst + Krempel ist eine seit 1985 ausgestrahlte Sendereihe des Fernsehens des Bayerischen Rundfunks, in der Zuschauer alte Gegenstände aus ihrem Besitz präsentieren, sie durch Experten einordnen lassen und die Geschichte erzählen, die sie mit dem jeweiligen Gegenstand verbindet.
Die neueste Folge von Kunst + Krempel wird wöchentlich samstags um 19.30 Uhr im Bayerischen Fernsehen ausgestrahlt und in der darauffolgenden Nacht ebenfalls im Bayerischen Fernsehen sowie sonntags um 16 Uhr auf ARD-alpha wiederholt. Eine weitere Wiederholung findet auf 3sat am darauf folgenden Samstag um 14.30 Uhr statt.
Ältere Folgen bis zurück ins Jahr 2007 können in der ARD Mediathek abgerufen und angesehen werden.

## Produktion
Das Format ist vergleichbar mit der britischen Antiques Roadshow, die seit 1979 von der BBC produziert wird. Entstanden ist sie aus einem „Fernsehflohmarkt“ des Bayerischen Fernsehens im Jahre 1985. Hauptinitiatoren der Sendung waren Karl Strobel (Redaktion) und Michael Kreitmeir (Regie).
Die Sendung wird drei Mal im Jahr in jeweils einer anderen Stadt (in einem Schloss, Kloster, Museum oder ähnlichen Orten) mit vier Kameras aufgezeichnet, wobei Aufzeichnung und Beratung pro Themengebiet einen halben Tag dauern. Aus dem so gewonnenen Material werden knapp 20 Sendungen produziert, von denen jede nach redaktioneller Bearbeitung, Schnitt und Arrangement 30 Minuten lang ist.
Die Themengebiete umfassen unter anderem die Bereiche Gemälde, Möbel, Spielzeug, Schmuck, Militaria, Musikinstrumente, Uhren, religiöse Volkskunst. Aus den Anmeldungen für die Themengebiete wird für die jeweilige Veranstaltung im Vorhinein durch den Sender eine Auswahl getroffen.

## Expertisen
Besprochen werden die von den Zuschauern präsentierten Gegenstände jeweils von zwei Experten – dabei ist einer mehr fürs Kulturhistorische, der andere für die Beurteilung des Wertes auf dem Kunstmarkt zuständig. Dabei wird großer Wert auf die Darstellung des kunst- und kulturhistorischen Hintergrunds der Objekte gelegt, oft in Verbindung mit Erläuterungen zum handwerklichen Herstellungsprozess und Empfehlungen für eine eventuell notwendige Restaurierung.
Die Beratung und Bewertung durch die Experten ist für alle vom BR nach der Vorauswahl eingeladenen Gäste kostenlos, auch wenn ihr Gegenstand nicht in der Sendung erscheint. Zuschauer, die ihre Antiquitäten präsentieren möchten, müssen sich und ihre Objekte vorher beim BR per Post oder E-Mail anmelden. Zur Vorabauswahl der bis zu vier Stücke pro Bewerber und Themengebiet sowie der einleitenden Vorbereitung der Experten ist das Mitsenden von Informationen über jeden Gegenstand und zwei Fotos erforderlich: einem, das das Objekt in der Gesamtansicht zeigt, und einem, das eine Signatur, Herstellersiegel o. ä. zeigt. (Bei Geigen: je eine Gesamtansicht von hinten und vorne sowie je eine Detailaufnahme von Geigenzettel und Schnecke).
Die Experten bereiten sich mithilfe von Fachliteratur vor, allerdings gibt es keine Zeit für intensivere Vorabrecherchen, so dass sie sich hauptsächlich auf ihr Fachwissen verlassen müssen. In einzelnen interessanten Fällen werden Nachforschungen angestellt, deren Ergebnisse in die ausgestrahlte Sendung mit einfließen. Dabei können nicht immer alle Fragen endgültig geklärt werden, so müssen manche Zuschreibungen an bestimmte Künstler nur unter Vorbehalt oder als Verdacht geäußert werden. Mitunter werden auch die Zuschauer zur Mithilfe aufgefordert, wenn etwa ein auf einem Gemälde dargestellter Ort identifiziert werden soll. Gelegentlich werden in die Sendung daher auch kurze Rückblicke auf Objekte aus früheren Folgen eingefügt, in denen über erst nach der Ausstrahlung (z. B. durch genauere Recherchen oder Hinweise von Zuschauern) bekanntgewordene Fakten bzw. auf dem Kunstmarkt erzielte Preise berichtet wird.
Die Experten sind laut BR renommierte Fachleute (oft gerichtlich vereidigte Sachverständige), jeweils eine(r) aus einem Museum und dem Kunsthandel – aus Deutschland und Österreich, z. B.:
- Kunsthistoriker, z. B. Carl Ludwig Fuchs († 2019), Herbert Giese, Kurt Zeitler, Johannes Willers,
- Volkskundler, z. B. Wolfgang Brückner,
- Mineralogen, z. B. Haidrun Wietler,
- Direktoren bekannter Museen, z. B.:
  - Bernd Hakenjos († 2006) (Direktor des Hetjens-Museums/Deutsches Keramikmuseum in Düsseldorf)
  - Bernhard Graf (ehemaliger Leiter des Spielzeugmuseums, Dorf- und Rebbaumuseums in Riehen)
  - Samuel Wittwer (Direktor der Schlösser und Sammlungen der Stiftung Preußische Schlösser und Gärten Berlin-Brandenburg)
  - Helmut Ricke (ehemaliger Direktor des museum kunst palast in Düsseldorf)
  - Eszter Fontana (bis 2013 Direktorin des  Museums für Musikinstrumente in Leipzig)
  - Hans Ottomeyer (bis 2011 Generaldirektor des Deutschen Historischen Museums in Berlin)
  - Frank Matthias Kammel, Generaldirektor des Bayerischen Nationalmuseums[4][5]
  - Peter Frieß (Leiter des Patek Philippe Museums in Genf)
- Kunsthändler / -auktionatoren, z. B. Gert Nagel und Jan K. Kube, Franziska Dessauer († 2024), Alexandra Ulrich,[6] Anke Wendl, Florian Eitle-Böhler
- Restauratoren:
  - Andreas Fritsch (Diplom-Uhrenrestaurator und selbstständiger Uhrmachermeister, vereidigter Sachverständiger der Handwerkskammer für München und Oberbayern)
  - Eberhard Roller (Restaurator für Holz)
- Musikwissenschaftler:
  - Martin Kares
  - Josef Focht

## Besondere Exponate

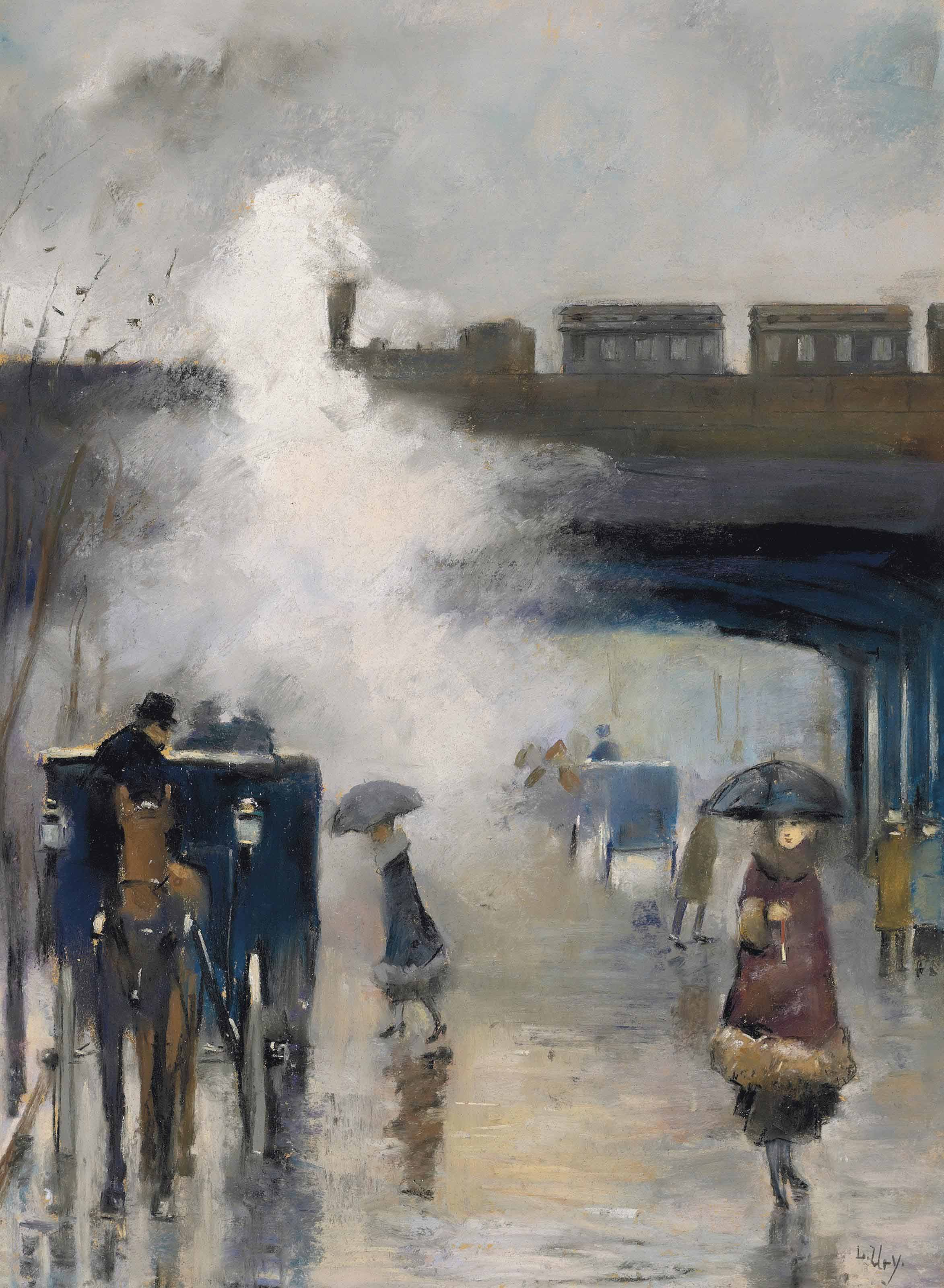
Straßenszene am Alexanderplatz, Berlin – von Lesser Ury

- Eine im April 2014 in der Sendung vorgestellte Pastellzeichnung einer Straßenszene am Berliner Alexanderplatz von Lesser Ury aus den 1910er-Jahren wurde von den Experten auf um die 130.000 € geschätzt und erreichte Ende Juli 2017 bei der Versteigerung durch Christie’s in London einen Preis von umgerechnet 200.000 € (mit Auktionsgebühren knapp 250.000 €).[7]

- Am 15. November 2008 wurde das Gemälde „Die Bergpredigt (Paulus in Lystria)“ von Frans Francken dem Jüngeren in der Sendereihe vorgestellt, bei dem sich im Nachhinein herausstelle, dass es sich um vermeintlich verschollene Raubkunst handelte.[8]

- Am 5. Oktober 2013 wurde ein Gemälde mit dem Motiv Das Tal von Mexiko, vom Hügel Santa Isabel aus gesehen von José María Velasco Gómez vorgestellt. Die Experten schätzten den Wert in der Sendung auf 350.000 Euro bis 500.000 Euro. Bei einer Auktion von Sotheby’s in New York wurde das Gemälde im Jahre 2014 schließlich für 269.000 US-Dollar (Gebot 220.000 plus Gebühren) versteigert. Es ist damit immer noch einer der wertvollsten Kunstgegenstände, die jemals bei Kunst + Krempel gezeigt wurden.[9]

- Als wertvollstes Exponat der Sendereihe gilt bislang das Gemälde „Rathausplatz Breslau“ (BR Fernsehen: Kunst + Krempel 1991 „Breslauer Marktplatz“) des Berliner Malers Eduard Gaertner, welches 1991 gezeigt und auf einen Wert von ca. 1 Million DM geschätzt wurde. Es wurde später von der Bundesrepublik Deutschland für 1,3 Millionen DM für das Kunstforum Ostdeutsche Galerie in Regensburg erworben.[10]

- In der Sendung vom 23. März 2019 wurde ein Heiligenbild aus dem 19. Jahrhundert vorgestellt, dessen Rückseite sich als ein Christus als Gärtner aus vermutlich einer Ulmer Werkstatt vom Ende des 15. Jahrhunderts erwies. Quer über das historisch wertvollere Bild waren die Signatur und der Kaufpreis des neueren Heiligenbildes geschrieben worden. Trotz Beschädigungen und Beschnitt wurde dieses Bild zunächst um ein Vier- bis Fünffaches wertvoller als das Gemälde auf der Vorderseite geschätzt. Das wäre ein Wert von knapp 2.000 Euro gewesen. Eine weiterführende Recherche nach der Aufzeichnung ergab dann sogar einen Schätzwert von ca. 30.000 Euro.[11]

## Adaptionen anderer Sender
Eine Sendung desselben Konzeptes zeigte bis 2021 der NDR unter dem Titel Lieb & Teuer mit Janin Ullmann. Der WDR zeigte bis Anfang der neunziger Jahre unter dem Titel Schatz oder Schätzchen? ein ähnliches Format. Anfang des 21. Jahrhunderts wurden ähnliche Formate auf anderen Regionalprogrammen ausgestrahlt, wie etwa Kitsch oder Kunst?, das beim HR von 2007 bis 2009 lief. Am 17. September 2006 startete auch beim SWR eine Antiquitätensendung unter dem Titel echt antik?! Der ORF sendet seit 2011 ein ähnliches, monatlich ausgestrahltes Format unter dem Titel Was schätzen Sie …?
Im englischsprachigen Raum gibt es ähnliche Konzepte unter dem Namen Antiques Roadshow.
Das ZDF bietet unter dem Titel Bares für Rares mit Horst Lichter ein ähnliches Sendeformat, bei dem jedoch der zu erzielende Preis wichtiger ist als die kunsthistorische Einordnung. Hier können Privatleute ihre Objekte schätzen lassen und danach fünf Händlern zum Kauf anbieten, die von der vorangegangenen Expertenschätzung keine Kenntnis haben, jedoch regelmäßig die Verkäufer danach fragen.